# 酸欠少女
『酸欠少女』（さんけつしょうじょ）は、日本のシンガーソングライター・さユりの2枚目と最後のオリジナルアルバム。2022年8月10日にアリオラジャパンから発売された。

## 概要
『ミカヅキの航海』以来、約5年ぶりのフルアルバム。
初回限定で特製スリーブケース仕様となっている。また期間限定特典として「さユリ TOUR 2022 "酸欠衝動"」のチケット抽選先行応募シリアルを封入。
7月3日には、アルバム発売に先駆けて「花の塔」の先行配信が開始された。

## 収録曲
- 特記が無い限り、作詞・作曲：さユり、編曲：江口亮

| #         | タイトル                                                                | 作詞・作曲                           | 編曲                 | 時間  |
| --------- | ----------------------------------------------------------------------- | ------------------------------------ | -------------------- | ----- |
| 1.        | 「酸欠少女」                                                            |                                      | Nob                  | 04:08 |
| 2.        | 「花の塔」(TVアニメ「リコリス・リコイル」エンディングテーマ)            |                                      | 宮田“レフティ”リョウ | 04:35 |
| 3.        | 「航海の唄」(TVアニメ「僕のヒーローアカデミア」第4期エンディングテーマ) |                                      |                      | 04:42 |
| 4.        | 「DAWN DANCE」                                                          |                                      |                      | 04:24 |
| 5.        | 「世界の秘密」(日本テレビ系TVアニメ「EDENS ZERO」エンディングテーマ)    |                                      |                      | 05:48 |
| 6.        | 「葵橋」(TVアニメ「イエスタデイをうたって」第二弾主題歌)                |                                      |                      | 03:50 |
| 7.        | 「月と花束」(TVアニメ「Fate/EXTRA Last Encore」エンディングテーマ)      |                                      |                      | 04:36 |
| 8.        | 「かみさま」(TXドラマ25「東京怪奇酒」オープニングテーマ)                |                                      |                      | 04:37 |
| 9.        | 「summer bug」                                                          |                                      |                      | 03:30 |
| 10.       | 「レイメイ」(TVアニメ「ゴールデンカムイ」第二期オープニングテーマ)      | 作詞：さユり・Hiro 作曲：さユり・Sho | MY FIRST STORY       | 05:14 |
| 11.       | 「ねじこ」(アサヒグループ食品「クリーム玄米ブラン」CMソング)            |                                      |                      | 04:30 |
| 合計時間: | 合計時間:                                                               | 合計時間:                            | 合計時間:            | 49:54 |

## 演奏
- Nob (MY FIRST STORY)：Arrangement & All Instruments (#1)
- 宮田“レフティ”リョウ (イトヲカシ)：Arrangement & All Instruments (#2)
- 香取真人：Electric Guitar (#2)
- 江口亮：Arrangement & All Instruments (#3-9.11)
- MY FIRST STORY：Arrangement & All Instruments (#10)